# Lindita Halimi
Lindita, egentligen Lindita Halimi, född 24 mars 1989 i Komuna e Vitisë i dåvarande Jugoslavien, är en albansk sångerska. Tidigt i sin karriär använde hon sig av artistnamnet Linda Halimi men hon kallar sig sedan 2013 Lindita. Hon blev känd i Albanien och Kosovo genom att 2009 vinna den populära musiktävlingen Top Fest med låten "Ëndërroja" (sv: jag drömde). 2013 flyttade hon  permanent till USA och 2016 ställde hon upp i den sista säsongen av American Idol. Hon tog sig vidare från sin första audition men slogs ut som topp 51 då hon missade att ta sig vidare till topp 24 då hon blev utslagen av den sedermera andraplacerade La'Porsha Renae.
Lindita representerade Albanien i Eurovision Song Contest 2017 efter att ha vunnit Festivali i Këngës 55 med låten "Botë" (sv: värld) men gick inte vidare från den första semifinalen.

## Karriär
Lindita föddes 1989 i orten Vitia i kosovo. Halimis karriär som sångerska började då hon 2006 ställde upp i den tredje upplagan av albanska "Idol", Ethet e së premtes mbrëma där hon var en av finalisterna. I inledningen av sin karriär var hon en del av rockbandet Ngroba. 2007 ställde hon och Ngroba upp i musiktävlingen Top Fest med låten "Vetëm sytë e tu" och vann pris för bästa nya artist. Året därpå deltog hon i festivalen igen med sitt band Ngroba och låten "Dallëndyshe" och de tog hem andraplatsen. Samma år valde Lindita att lämna bandet för att satsa på sin solokarriär.
Halimi deltog än en gång i Top Fest år 2009, med låten "Ëndërroja", och vann då förstaplatsen. Både texten och musiken till låten hade hon själv komponerat. 2009 ställde hon tillsammans med segraren av Ethet e së premtes mbrëma 2005, Erti Hizmo, upp i Festivali i Këngës 48. De deltog med låten "Nuk të dorëzohem" och slutade på en tolfte plats av 20 deltagare. Vann gjorde Juliana Pasha med "Nuk mundem pa ty". Samma år deltog hon i Kënga Magjike 2009 med låten "Të dua vërtetë" och i finalen fick hon pris för bästa rocklåt i tävlingen. Lindita ställde upp i Kënga Magjike 2010 tillsammans med Nora Istrefi och den amerikanske rapparen Big D och de framförde låten "All Mine". Eftersom de inte hade kommit i tid till repetitionerna inför tävlingens semifinaler diskvalificerades de och stängdes av från tävlan under de kommande sex åren (till och med 2016). Istrefi bad senare tävlingsledningen om ursäkt och tilläts ställa upp i tävlingen igen 2013. Våren 2010 deltog hon i Top Fest med låten "Më e fortë së kurrë".
Ursprungligen skulle Halimi ha ställt upp i Festivali i Këngës 49 i december 2010, men i november drog hon sig ur tävlingen efter att ha anklagat den för fusk och för att vinnaren redan skulle ha varit förutbestämd. 2011 deltog hon tillsammans med Hekuran Krasniqi och Korab i Top Fest med bidraget "Jetë në parakalim".
2013 flyttade Halimi permanent till USA tillsammans med sin fästman Big D. 
Efter flera års frånvaro gjorde Halimi comeback i Festivali i Këngës 53 i december 2014. Hon deltog med låten "S'të fal" som hon själv skrivit med musik av Chris från duon Zzap & Chriss. I finalen fick hon 45 poäng av juryn och slutade på en tredje plats i tävlingen. Efter tävlingen skrev hon även den engelska texten till Elhaida Danis (vinnaren av Festivali i Këngës 53) nya Eurovision-bidrag "I'm Alive" med musik av Zzap & Chriss.
Halimi deltog 2016 i Festivali i Këngës 55 med låten "Botë" (värld) som skrevs av Big Basta med musik av Klodian Qafoku. Hon tog sig via semifinalen vidare till tävlingens final där hon ställdes mot 13 andra bidrag. Efter att en professionell jury, en musikerjury samt tittarna röstat stod det klart att Lindita vunnit tävlingen efter att ha fått 85 poäng av de olika jurygrupperna. Hon fick därmed representera Albanien i Eurovision Song Contest 2017 i maj 2017 i Ukrainas huvudstad Kiev.
Efter vinsten i Festivali i Këngës meddelade Halimi att man tänkte byta språk på låten till engelska med titeln "World". Låten och den officiella musikvideon släpptes för allmänheten 13 mars 2017.
I Kiev deltog hon i den första semifinalen. Efter att jurygrupperna och TV-tittarna röstat stod det klart att hon slagits ut ur tävlingen. Hon slutade på 14:e plats med 76 poäng.

## Diskografi

### Singlar
- 2007 – "Vetëm sytë e tu" (feat. Ngroba)
- 2008 – "Dallëndyshe" (feat. Ngroba)
- 2009 – "Ëndërroja" (Top Fest 2009)
- 2009 – "Të dua vërtetë"  (Kënga Magjike 2009)
- 2009 – "Nuk të dorëzohëm" (feat. Erti Hizmo, Festivali i Këngës 48)
- 2010 – "Më e forte se kurrë" (Top Fest 2010)
- 2010 – "Supa Dupa Fly" (feat. Big D, Notafest 2010)
- 2010 – "Kur një ditë të kthehesh ti"
- 2010 – "All Mine" (feat. Nora Istrefi & Big D, Kënga Magjike 2010)
- 2011 – "Ndihme"
- 2011 – "Kohën do ta ndal"
- 2012 – "I Just Wanna"
- 2014 – "S'të fal" (Festivali i Këngës 53)
- 2016 – "Botë" (Festivali i Këngës 55)
- 2017 – "World" (Eurovision Song Contest 2017)

## Utmärkelser och nomineringar
| År   | Evenemang               | Kategori           | Nominerat verk                        | Resultat  |
| ---- | ----------------------- | ------------------ | ------------------------------------- | --------- |
| 2006 | Top Fest 2006           | Huvudtävlingen     | "Ëndërroja"                           | Vann      |
| 2009 | Kënga Magjike 2009      | Bästa rocklåt      | "Të dua vërtetë"                      | Vann      |
| 2009 | Festivali i Këngës 48   | Huvudtävlingen     | "Nuk të dorëzohëm" (feat. Erti Hizmo) | Tolva     |
| 2010 | Notafest 2010           | Bästa framträdande | "Supa Dupa Fly" (feat. Big D)         | Vann      |
| 2010 | Notafest 2010           | Huvudtävlingen     | "Supa Dupa Fly" (feat. Big D)         | Tvåa      |
| 2011 | Zhurma Show Awards 2011 | Bästa danslåt      | "Kohën do ta ndal"                    | Nominerad |
| 2014 | Festivali i Këngës 53   | Huvudtävlingen     | "S'të fal"                            | Trea      |
| 2016 | Festivali i Këngës 55   | Huvudtävlingen     | "Botë"                                | Vann      |